# Ottawa Blackjacks
Ottawa Blackjacks es un equipo de baloncesto canadiense que juega en la CEBL, la primera competición profesional de su país. Tiene su sede en la ciudad de Ottawa, Ontario, y disputa sus partidos como local en el TD Place Arena, con capacidad para 10.585 espectadores

## Historia
Los BlackJacks son el segundo equipo de baloncesto profesional en Ottawa, los Ottawa Skyhawks jugaron en el Canadian Tire Centre de 2012 a 2014. Fundado en 2019, Dave Smart fue nombrado Gerente General inaugural de la franquicia el 18 de diciembre de ese año. El 17 de julio, los BlackJacks firmaron al excampeón de la CEBL y exjugador de la NBA G League Negus Webster-Chan después de que los Saskatchewan Rattlers lo liberaran. El 19 de julio, el base Johnny Berhanemeskel fue desactivado debido a sus obligaciones contractuales con el equipo francés Chorale Roanne Basket. El 23 de julio, los BlackJacks ficharon a tres nuevos jugadores, Jadon Cohee, Mamadou Gueye y Antonio Williams. Además, el alero Eric Kibi fue despedido después de aparecer en un solo partido. En agosto, los BlackJacks firmaron al pívot de los Saskatchewan Rattler, Chad Posthumus. En los playoffs derrotaron al tercer cabeza de serie, Hamilton Honey Badgers, 96-94 en los cuartos de final. Sin embargo, perdieron ante el eventual campeón Edmonton Stingers en las semifinales por segundo año consecutivo.
En agosto de 2021 anunciaron que Jevohn Shepherd había firmado una extensión de contrato para regresar como gerente general. En noviembre anunciaron que Charles Dubé-Brais también regresaría como entrenador, pero fue despedido tras perder los tres primeros partido. Acabaron la temporada cayendo en semifinales de los playoffs, puesto que no superarían las dos temporadas siguientes.

## Trayectoria
| Liga  | Temporada          | Entrenador | Temporada regular | Temporada regular | Temporada regular | Temporada regular | Playoffs | Playoffs | Playoffs                   | Playoffs  |
| Liga  | Temporada          | Entrenador | Ganados           | Perdidos          | % Ganados         | Puesto            | Ganados  | Perdidos | % ganados                  | Resultado |
| ----- | ------------------ | ---------- | ----------------- | ----------------- | ----------------- | ----------------- | -------- | -------- | -------------------------- | --------- |
| CEBL  |                    |            |                   |                   |                   |                   |          |          |                            |           |
| 2020  | Osvaldo Jeanty     | 3          | 3                 | .500              | 4.º               | 1                 | 1        | .500     | Pierde en semifinales      |           |
| 2021  | Charles Dubé-Brais | 4          | 10                | .286              | 6.º               | 1                 | 1        | .500     | Pierde en semifinales      |           |
| 2022  | James Derouin      | 8          | 12                | .400              | 8.º               | 0                 | 1        | .000     | Pierde en semifinales      |           |
| 2023  | James Derouin      | 12         | 8                 | .600              | 2.º Este          | 0                 | 1        | .000     | Pierde en cuartos de final |           |
| Total | Total              | Total      | 26                | 33                | .441              | —                 | 2        | 4        | .333                       |           |